# Run It Up
"Run It Up" é uma canção do rapper americano Lil Tjay com Offset e Moneybagg Yo. Foi lançada em 2 de abril de 2021 do segundo álbum de estúdio de Lil Tjay, Destined 2 Win, com um videoclipe que o acompanha. A música foi produzida por Josh Petruccio.

## Composição
A música apresenta um "loop de piano melancólico e alguma percussão acelerada" no instrumental. LIl Tjay começa com o primeiro verso, no qual ele "prova porque é um dos recém-chegados de destaque no jogo", antes de Offset e Moneybagg Yo fazerem rap no segundo e terceiro versos, respectivamente. Os três falam sobre seus estilos de vida individuais, que envolvem "carros estrangeiros e joias de luxo".

## Videoclipe
A música foi dirigida por Whipalo. Ele abre com Lil Tjay em uma garagem, exibindo uma "coleção de carros luxuosa" e seu dinheiro. Enquanto Offset canta seu verso, um BMW cinza faz rosquinhas ao seu redor. Moneybagg Yo faz rap ao lado de alguns carros também. No final, Lil Tjay "faz chover no meio de uma fogueira dentro da garagem".